# Leptura atrimembris
Leptura atrimembris là một loài bọ cánh cứng trong họ Cerambycidae.